# Diabelska edukacja
Diabelska edukacja – krótkometrażowy film erotyczny z 1995 w reżyserii Janusza Majewskiego, wyprodukowany przez Lwa Rywina.

## Obsada
- Renata Dancewicz jako Małgorzata
- Marek Kondrat jako diabeł
- Joanna Białek
- Adam Ferency jako lekarz
- Stanisław Brudny jako ksiądz
- Anna Dymna jako matka Małgorzaty (Marcinowa)
- Paweł Lipiński

## Fabuła
Akcja filmu toczy się pod koniec XIX wieku na wsi, gdzieś w zaborze pruskim. W filmie nie padają, żadne szczegóły dotyczące zarówno miejsca, jak i czasu. Jedynie na podstawie ubiorów, wypowiedzi proboszcza o tramwajach w miastach oraz lekarza mówiącego po niemiecku można dojść do wniosku, iż historia dzieje się w tym miejscu i czasie.
Młoda dziewczyna Małgorzata wraz z matką mieszkają na małej wsi, wśród jezior. Małgorzata zajmuje się wypasem i udojem krów. Pewnego dnia podczas kąpieli w rzece ma dziwne uczucie, że ją ktoś obserwuje. Na łące dostrzega mężczyznę, który rysuje. Małgorzata początkowo widzi, że narysował ją nagą. Rozmawia z nieznajomym, który przedstawia się jako osoba, która dużo podróżuje i zna świat. Małgorzata zaczyna się spotykać z nieznajomym, z którym współżyje. Oprócz tego kochanek uczy ją czytania oraz manier, mówiąc, że chce zrobić z niej damę. Pewnego dnia parę nakrywają dzieci, które informują matkę Małgorzaty o tajemniczym kawalerze. Matka zastaje Małgorzatę czytającą i prowadzi ją do spowiedzi u proboszcza, który ma ją poinformować „jakby się coś działo”. Młoda dziewczyna burzy się, jednak idzie do spowiedzi u proboszcza. Proboszcz informuje matkę, iż córkę mógł opętać szatan. Ksiądz mówi jednak, że „to nie średniowiecze teraz diabły po wsiach nie chodzą”. Mimo wszystko zaleca wizytę u doktora. Lekarz stwierdza, że dziewczyna jest dziewicą. Kusiciel przychodzi później do Małgorzaty informując, że ona go sobie wymyśliła.